# 꿀벌과 천둥
꿀벌과 천둥(일본어: 蜜蜂と遠雷 MISUBACHI ENRAI[*])은 온다 리쿠의 음악 소설이다. 대한민국에서도 2017년에 번역되어 출간되기도 하였다. 일본에서 주최되는 국제 피아노 콩쿠르를 중심으로 이야기가 전개된다.

## 수상
- 제156회 나오키상
- 제14회 서점대상

## 영화
《꿀벌과 천둥》(일본어: 蜜蜂と遠雷, 영어: Listen to the Universe)는 2019년 10월에 개봉한 일본의 음악, 드라마 영화이다. 온다 리쿠의 음악 소설 《꿀벌과 천둥》을 원작으로 하여 제작되었으며 이시카와 케이가 감독과 각본을 맡았다. 일본은 2019년 10월 4일에 대만은 2020년 2월 7일에 대한민국은 2020년 10월 29일에 개봉되었다.

## 줄거리
어릴 때 엄마와 함께 무대에서 피아노를 연주하며 천재소녀로 불리던 아야는 어머니의 죽음에 의한 트라우마로 무대를 떠난다. 이제는 엄마의 껌딱지라는 말까지 듣는 아야는 마지막이라는 생각으로 피아니스트들의 등용문이라 불리는 일본 콩쿠르에 도전하게 되고 여기에서 어릴 때 알던 줄리아드 음악원 출신의 마사루와 음악을 좋아하지만 평범한 일상을 지내는 가장에 충실한 아카시와 놀라운 모습과 더불어 논란의 중심에 선 진 등의 경쟁자들을 만나게 된다.

## 출연진
- 마츠오카 마유 - 아야 역
- 마츠자카 토리 - 아카시 역
- 모리사키 윈 - 마사루 역
- 스즈카 오지 - 진 역
- 우스다 아사미 - 마치코 역
- 안드레이 치라
- 후쿠시마 리라 - 제니퍼 장 역